# La Patriote Football Club
La SS Patriote était un club réunionnais créé à Saint-Denis de la Réunion le 17 juin 1911 par des enseignants et des militaires dans le but de former à la gymnastique des jeunes capables de venger la France de la défaite de 1870, d'où son intitulé « Patriote » et ses couleurs : le rouge pour le feu des combats et le noir pour les morts. À partir de 1915, sous l'impulsion de Roger Ducaud, professeur d'éducation physique et sportive à l'ancien lycée Leconte-de-Lisle (actuel collège Bourbon), le club se développe dans deux domaines complémentaires : l'éducation physique scolaire et la préparation militaire et participe en 1916 au premier match officiel de « football association » organisé à la Réunion qu'il remporte.
De 1920 à 1945, plusieurs présidents se succèdent à sa tête : Jean Huguenin, de 1920 à 1923 ; René Potier, de 1923 à 1925 ; Eugène Salaün de K/Marcal, de 1925 à 1926 ; Vincent Fontaine, de 1927 à 1935, qui fait adopter les couleurs mythiques du club (rayures rouges et noires et coq sur la poitrine) et contribue à la construction du stade de La Redoute; Valentin Pataillot, de 1935 à 1939 ; Furly Prémont jusqu'en 1945. Les joueurs sont largement issus de la bourgeoisie locale ou métropolitaine et l'équipe-fanion domine le football réunionnais dans les années précédant la Seconde Guerre mondiale.
Selon Frédéric Pader, auteur d'une histoire du club, les années 1946 à 1979 constituent « la grande époque » de La Patriote alors dirigée par Dominique Sauger, de 1946 à 1962, puis son ami médecin, Marc Thévenin de 1963 à 1979. Le premier nommé, ancien joueur du club, est alors maire de Sainte-Rose et président de la Commission départementale (l'actuel Conseil départemental) et dirigera également la Ligue réunionnaise de lawn-tennis. Pendant les 17 ans de sa longue présidence, les « coqs », comme on les appelle, sont très au-dessus des autres clubs réunionnais au point que la sélection de la Réunion ressemble beaucoup à l'équipe première de La Patriote qui remporte pas moins de onze titres de championne de la Réunion. Retenons quelques noms de footballeurs qui auront marqué les grandes années : Louis Perrier, Pierre Lamoly, Claude Thirel, le gardien mauricien Sydney Laverdure, ou encore Joseph Tipveau, dit « Bibique », connu surtout à la Réunion comme chasseur de trésors.

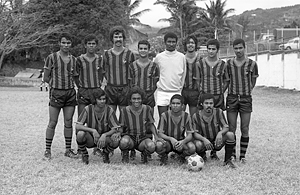
L'équipe première de La Patriote 1975

La section basket, qui disparaît en 1975, s'illustre également, remportant, elle aussi, plusieurs titres de championne de la Réunion. Les sections athlétisme et cyclisme obtiennent également de bons résultats.
Reléguée en deuxième division au terme de la saison 1980, l'équipe-fanion de football rejoue en première division dès 1982 mais décline inexorablement, croulant sous le poids des dettes. Et son changement de nom en 1995 (elle devient la Patriote football-club) n'y change rien, le club disparaissant quelques années plus tard.

## Palmarès
- Championnat de La Réunion de football
  - Champion en 1945, 1946, 1947, 1948, 1950, 1951, 1952, 1953, 1954, 1955 et 1962
  - Vice-champion en 1949, 1956, 1967 et 1972

- Coupe de La Réunion de football
  - Vainqueur en 1961, 1966, 1969, 1973, 1976 et 1990
  - Finaliste en 1967, en 1971 et en 1984